# Luna salvaje
Luna salvaje é uma telenovela argentina produzida e exibida pela Telefe entre 17 de outubro de 2000 e 18 de maio de 2001.
Protagonizada por Gabriel Corrado e Carina Zampini e antagonizada por Millie Stegman.

## Sinopse
Gonzalo e Leticia são casados há algum tempo, e, embora eles têm tudo para ser feliz, não pode ter filhos, e isso tornou-se uma obsessão para Leticia, que é capaz de fazer qualquer coisa para conseguir seu objetivo.
Letícia é uma mulher fria e calculista. Depois de muitos anos tentando tratamentos diferentes, descobre  que a inseminação artificial realizada pela segunda vez não deu certo. Desesperada e ante a pressão social e exercendo seu pai procurando um herdeiro para o negócio da família, convence o marido a fazer uma inseminação artificial no corpo de outra mulher. É assim que Maria é a candidata ideal.
Maria é uma mulher humilde, casada com um marido abusivo e se esforça para salvar seu irmão que sofre de leucemia. Por esta razão aceita o acordo. Leticia parece atingir o seu objectivo, mas tudo se complica quando Maria e Gonzalo cair no amor, e na outra a oportunidade de mudar sua vida e ser feliz. Gonzalo impregna Maria, e está disposto a deixar sua esposa quando Leticia capaz de engravidar e, em seguida, pede a Maria para se livrar da criança ela concebeu acredita pedido. Mary não está disposto a fazê-lo e foge para salvar seu filho, mas isso significa perder Gonzalo sempre. Gonzalo deve lutar para se reunir com seu verdadeiro amor, Mary, de frente para a Leticia aprende que quando o engano de seu marido, ela é capaz de fazer o pior para segurá-lo.

## Elenco

### Principal
- Gabriel Corrado  - Gonzalo Guelar
- Carina Zampini - María Méndez
- Millie Stegman - Leticia Flores

### Recorrente
- Pepe Novoa...................... Gerardo Flores
- Patricia Etchegoyen.......... Paula Flores
- Melina Petriella.................. Miranda Flores
- Lidia Catalano................... Trini
- Florencia Peña.................. Ana
- Gustavo Guillen................ Agustin Ferrando
- Juan Ponce de León......... Ramiro
- Emilio Bardi....................... Nacho
- Tuqui................................ Julio
- Esteban Coletti................. Javier
- Ezequiel Rodríguez......... Alejo Aguilar
- Rubén Stella.................... Carlos Aguilar
- Horacio Erman................. Juan (asesinado por Leticia)
- Alicia Aller....................... Angélica
- Victor Dana............. Doctor Pesci
- Florencia Bertotti............. Sol
- Adrián Yospe.................. Marcelo
- Fabiana Garcia Lago....... Roxi
- Edward Nutkiewicz......... Dr. Frutos
- Fausto Collado................. Inspector Marzoa
- Catalina Artusi................. Yanina
- Victoria Rauch